# Acquario marino

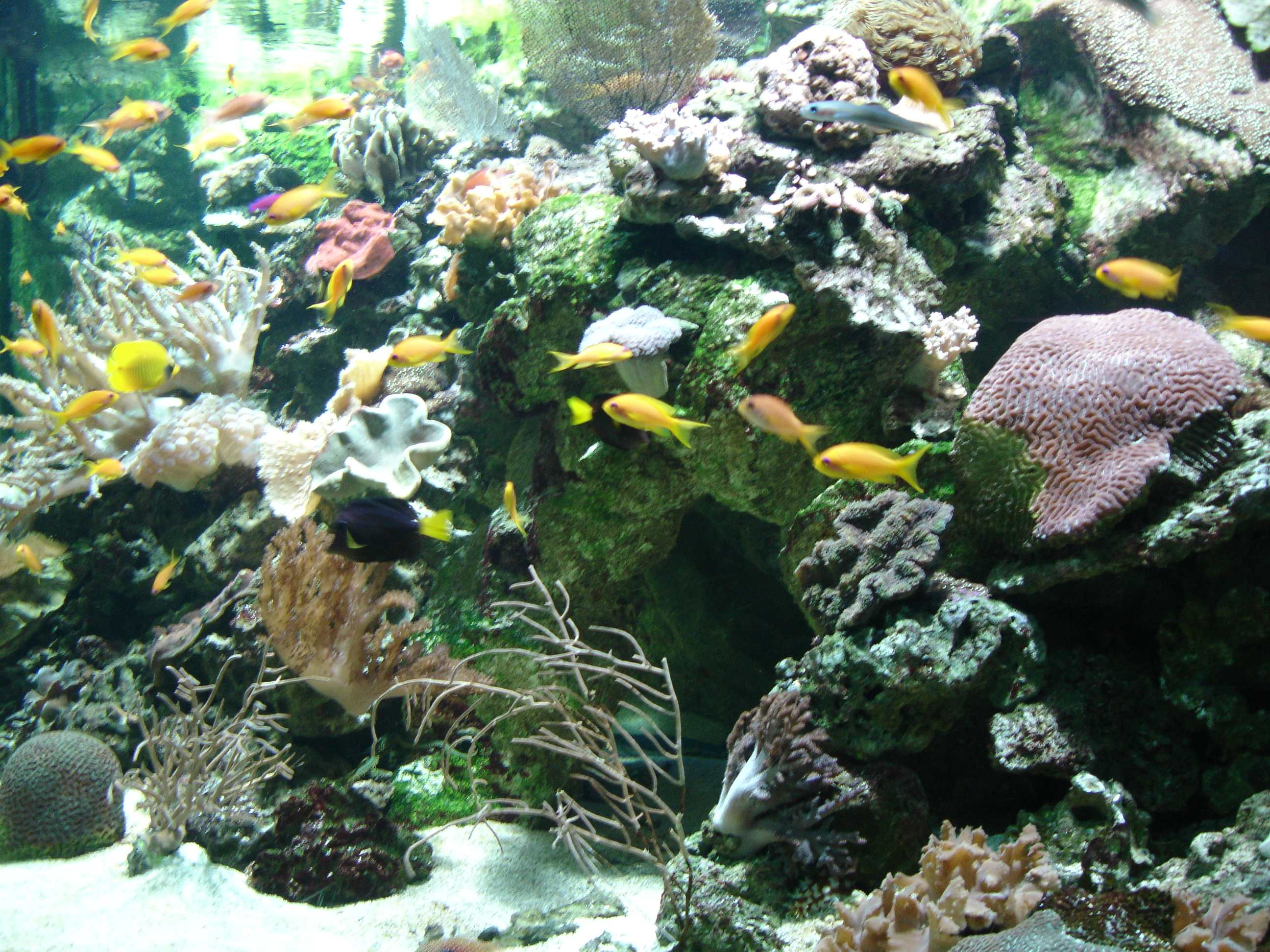
Acquario marino

L'acquario marino è un acquario d'acqua salata, volto a riprodurre in cattività un angolo di mare o di oceano. A seconda del biotopo che si vuole ricreare, poi, serviranno attrezzature più o meno complesse e costose. Principalmente sotto il gruppo acquario marino rientrano i più diffusi acquari di barriera (volto a ricreare un angolo di barriera corallina, introducendo coralli e pesci esotici), acquario di soli pesci, e l'acquario mediterraneo, che come denuncia il nome è volto a riprodurre un angolo di Mar Mediterraneo.
Le forme di acquario marino più semplici e meno costose sono quelle che ospitano solo pesci o pesci e coralli provenienti dal mar Mediterraneo. Queste due soluzioni, infatti, richiedono attrezzature che si possono paragonare, per complessità e costo, a quelle degli acquari di acqua dolce. In genere si consiglia di non scegliere vasche inferiori ai 70-100 litri. Altra raccomandazione è quella di limitare il numero di pesci, e di scegliere quelli di tipo più robusto.

## Tipologie di acquario marino
- Acquario di barriera: Acquario marino più comune è l'acquario di barriera o acquario marino tropicale. Questo acquario ospita animali provenienti da clima tropicali e riproduce una porzione di barriera corallina. La temperatura ideale per questo acquario va dai 22 °C a 28 °C e può arrivare a dimensione notevoli (200-2000 litri). Un acquario marino tropicale può essere dedicato a soli pesci oppure ospitare anche invertebrati , coralli molli e duri. 
  - Acquario nanoreef e Acquario picoreef: nuova versione dell'acquario di barriera, più piccola (dai 20 ai 100 litri). Data la piccola dimensione, in un nanoreef vengono ospitati normalmente solo invertebrati e coralli.
- Acquario mediterraneo: rinuncia ai colori sgargianti delle specie tropicali per allevare specie autoctone del Mediterraneo, o comunque di mari freddi con temperature che vanno da 10 °C a 21 °C. Dà la possibilità di recuperare organismi in natura (o tra gli scarti della pesca professionale). Permette vasche con elevata biodiversità. Se inseriti animali pescati ad elevata profondità, potrebbe rivelarsi opportuno ed indispensabile aggiungere tra le apparecchiature un sistema di raffreddamento e se possibile l'utilizzo di vasche con vetrocamera. Il refrigeratore è del tutto inutile, invece, se gli animali inseriti in acquario provengono da zone in cui vi è un'elevata escursione termica, come pozze di marea o zone con bassa profondità.
- Acquari d'acqua salmastra: dove si allevano specie che vivono nelle foci dei fiumi, dove si ha una grande variazione di salinità.

Rispetto alla chiusura, gli acquari si distinguono in:
- Aperti: Migliora lo scambio gassoso e aumenta la quantità di ossigeno in vasca (limitato dalla temperatura). La differenza di temperatura tra ambiente e acquario e il movimento in superficie provocato dalle pompe in vasca provoca un'evaporazione che prevede frequenti rabbocchi di acqua senza sali, normalmente prodotta tramite impianti ad osmosi inversa.
- Chiusi: sono più separati dall'ambiente casalingo, indispensabili per allevare pesci che saltano (es. Nemateleotris Magnifica) o acquari con temperatura mantenuta tramite refrigeratore. L'evaporazione è limitata ma viene sconsigliato in una acquario marino tropicale poiché è necessario un elevato scambio gassoso.

## Tecnica
Per il mantenimento di un acquario marino sono validi i seguenti metodi:
- Berlinese: Metodo nato più di 25 anni fa in Germania, ha rivoluzionato l'acquariofilia marina permettendo di poter allevare con successo i primi coralli duri. Prevede una filtrazione tramite schiumatoio, movimento elevato affidato a pompe in vasca, nessun fondo ricoperto di sabbia e l'utilizzo di molte rocce vive.
- DSB: Deep Sand Bed, prevede un fondo molto alto di sabbia ( 10-12 cm ) , movimento affidato a pompe in vasca, l'utilizzo di poche rocce vive e uno schiumatoio meno performante rispetto al metodo berlinese.
- Naturale: L'acquario naturale non prevede l'utilizzo di uno schiumatoio, la filtrazione viene quindi affidata alle rocce vive e alla sabbia, movimento affidato a pompe in vasca. Questa tipologia di acquario può ospitare un numero limitato di animali.